# Johann Wilhelm Andreas Kosmann
Johann Wilhelm Andreas Kosmann (* 11. Juli 1761 in Frankenberg; † 10. September 1804 in Köpenick) war ein preußischer Philosoph und Hochschullehrer.

## Leben
Kosmann begann sein Wirken als Lehrer an der lateinischen Schule in Schweidnitz. Hier verfasste er erste didaktisch-pädagogische Werke. 1790 promovierte er in Frankfurt und wurde dann Professor an der Artillerie-Akademie in Berlin. 1793 wurde er Gouverneur des adeligen Kadettenkorps in Berlin und 1798 Assessor bei der kurmärkischen Kriegs- und Domänenkammer in Berlin. Er war Mitglied der Societät der Wissenschaften in Frankfurt. 1799 war seine Berufsbezeichnung Kurmärkischer Kammer- und Forstbauassessor, Professor der Artillerie-Akademie und des Oberhofbauamtes.

## Werke
- Theophron, zum ersten Religionsunterricht für Kinder. Schweidnitz 1784.[1]
- Versuch eines Handbuches der Religion für Kinder niederen Standes. Schweidnitz 1784.[2]
- Lehrbuch der Mathematik, vorzüglich für solche, welche sie erlernen, um sie bey einem ändern Hauptgeschäft zu nutzen, 2 Bände. Lange,  Berlin/Stralsund 1781–1784. (Herausgegeben gemeinsam mit Bernhard Friedrich Mönnich) (Digitalisat Band 1), (Band 2,1), (Band 2,2)
- Historisch – politisch – geographische Tabellen von Europa, zum Gebrauch seiner Klasse. Breslau 1785. (Digitalisat)
- Geographisch – politisch – statistische Tabellen von Deutschland. Gutsch, Breslau/Brieg/Leipzig 1785. (Digitalisat)
- Spitzbart der zweite oder die Schulmeisterwahl. Ein Gemählde menschlicher Entwürfe, Leidenschaften und Thorheiten. Nicht Roman, sondern Beytrag zur Philosophie und Geschichte der Menschheit. Berlin und Halle 1785. (Digitalisat)
- Die Geschichte der Stadt Schweidnitz. Ein Lesebuch für die mittlere Jugend, Korn,   Breslau 1786 (Digitalisat)
- Satirische Skizzen. Frankfurt/Leipzig 1787. (Digitalisat)
- Freimüthige Betrachtung der Gründe für und wider die General-Tobaks-Administration. Dieterici, Berlin 1797. (Digitalisat)
- Denkwürdigkeiten und Tagesgeschichte der Mark Brandenburg. 1797–1798 Herausgegeben gemeinsam mit Friedrich Ludwig Joseph Fischbach und Theodor Heinsius (Digitalisat im MDZ)
- Die Elemente der Stereotomie und deren Anwendung auf den Steinschnitt. Berlin 1799. (Digitalisat auf Google Books)
- Für die Juden, 1803 (Digitalisat im MDZ)
- Allgemeiner Versuch über die Befestigungskunst und über den Angriff und die Vertheidigung der Plätze , Grau, 1805 (Herausgegeben gemeinsam mit Jean Baptiste de Bousmard)
- Kupfertafeln zum allgemeinen Versuch über die Befestigungs-Kunst und über den Angriff und die Vertheidigung der Plätze. Decker, Berlin 1800. (Digitalisat)